# كوكادا (لاعب كرة قدم)
كوكادا (بالبرتغالية: Cocada‏) هو لاعب كرة قدم ومدرب كرة قدم برازيلي في مركز الدفاع، ولد في 16 أبريل 1961 في كامبو غراندي في البرازيل. لعب مع نادي فاسكو دا غاما ونادي فلامنغو ونادي فلومينينسي.